# Agnes Knochenhauer
Agnes Knochenhauer (* 5. Mai 1989 in Stockholm) ist eine schwedische Curlerin. Derzeit spielt sie an der Position des Second im Team von Anna Hasselborg.

## Karriere
Knochenhauer begann ihre internationale Karriere bei der Juniorenweltmeisterschaft 2009 in Vancouver, wo sie mit dem Team von Skip Anna Hasselborg Sechste wurde. Bei der Juniorenweltmeisterschaft 2010 spielte sie für Hasselborg als Second und gewann die Goldmedaille durch einen Finalsieg gegen das kanadische Team von Rachel Homan. 
2010 nahm sie Ersatzspielerin im schwedischen Team von Stina Viktorsson an ihrer ersten Europameisterschaft teil und gewann die Goldmedaille. Im Finale konnten die Schwedinnen die Schottinnen um Skip Eve Muirhead schlagen. 2012 war sie wieder als Ersatzspielerin bei der Europameisterschaft dabei; diesmal im Team von Margaretha Sigfridsson, das die Bronzemedaille gewann. Ihre dritte Teilnahme als Ersatzspielerin folgte 2013 wieder im Team Sigfridsson, das durch einen Finalsieg gegen Eve Muirhead die Goldmedaille gewinnen konnte. Bei ihrer ersten Weltmeisterschaft 2013 war sie als Ersatzspielerin für Margaretha Sigfridsson dabei und gewann mit der schwedischen Mannschaft die Silbermedaille.
Bei den Olympischen Winterspielen 2014 in Sotschi war Knochenhauer als Ersatzspielerin dabei; die schwedische Mannschaft von Skip Margaretha Sigfridsson konnte in das Finale einziehen, verlor dort aber gegen die Kanadierinnen um Jennifer Jones. 
Mit dem von Anna Hasselborg geskippten Team war Knochenhauer zum ersten Mal bei der Europameisterschaft 2014 dabei; die Mannschaft wurde Fünfter. Bei der Europameisterschaft 2016 zog sie mit Hasselborg in das Finale ein, verlor aber gegen das russische Team von Wiktorija Moissejewa. Auch bei der Europameisterschaft 2017 kam sie mit der schwedischen Mannschaft wieder in das Finale, musste sich aber Schottland (Skip: Eve Muirhead) geschlagen geben.
Bei der Weltmeisterschaft 2017 spielte sie an der Position des Second unter Anna Hasselborg. Die Mannschaft verlor das Halbfinale gegen Russland (Skip: Anna Sidorowa) und das Spiel um Platz 3 gegen Schottland und Eve Muirhead und musste sich mit dem vierten Platz zufriedengeben. 
Mit Anna Hasselborg, Sara McManus (Third) und Sofia Mabergs (Lead) hat Knochenhauer an den Olympischen Winterspielen 2018 teilgenommen und die Goldmedaille im Finale gegen Südkorea gewonnen. Bei der Weltmeisterschaft 2018 im kanadischen North Bay unterlag sie im Finale der kanadischen Mannschaft um Jennifer Jones und gewann die Silbermedaille. Ihre dritte Goldmedaille bei den Europameisterschaften holte sie 2018 mit einem Finalsieg gegen die Schweizerinnen um Silvana Tirinzoni.
Knochenhauer spielt mit dem Team Hasselborg auf der World Curling Tour und konnte dort mehrere Turniere gewinnen. Im September 2018 gewann sie mit dem Elite 10 in Chatham-Kent ihr erstes Turnier des Grand Slam of Curling. Es war der erste Sieg bei einem Grand-Slam-Turnier für das Team Hasselborg, aber auch der erste Sieg eines schwedischen Frauenteams. Im Oktober 2018 errang sie den zweiten Grand-Slam-Sieg in Folge beim Masters in Truro.
Bei den Olympischen Spielen 2022 gewann sie mit der schwedischen Mannschaft eine Bronzemedaille.